# IC 5261
IC 5261 — галактика типу SBc () у сузір'ї Водолій.
Цей об'єкт міститься в оригінальній редакції індексного каталогу.